# G3: Live in Tokyo
A G3: Live in Tokyo egy G3 koncertkiadvány, mely megjelent audio CD, valamit koncertfilmként DVD formátumban is. A 2005-ös G3 turné tokiói koncertjét dolgozza fel, ahol Joe Satriani és Steve Vai mellett a Dream Theater gitárosa John Petrucci is közreműködik. Petrucci egyébként ezen a turnén mutatta be debütáló szólólemezét, a Suspended Animationt. Az audio kiadvány dupla CD-n jelent meg az Epic Records gondozásában. A DVD kiadvány tartalmaz egy extra kisfilmet a G3 hangpróbáról (15:01) a résztvevők kommentárjaival.

## Számlista

### Audio CD formátum

#### CD 1
John Petrucci
1. Glasgow Kiss (9:18)
2. Damage Control (10:31)

Steve Vai
1. The Audience Is Listening (8:59)
2. Building The Church (6:09)
3. K'm-Pee-Du-Wee (9:16)

#### CD 2
Joe Satriani
1. Up In Flames (8:56)
2. Searching (8:44)
3. War (6:37)

G3 Jam
1. Foxey Lady (10:43)
2. La Grange (9:18)
3. Smoke On The Water (12:33)

### DVD koncertfilm
1. Glasgow Kiss – John Petrucci
2. Damage Control – John Petrucci
3. The Audience is Listening – Steve Vai
4. Building the Church – Steve Vai
5. K'm-Pee-Du-Wee – Steve Vai
6. Up in Flames – Joe Satriani
7. Searching – Joe Satriani
8. War – Joe Satriani
9. Foxey Lady (the G3 Jam)
10. La Grange (the G3 Jam)
11. Smoke on the Water (the G3 Jam)

## Közreműködők
Joe Satriani
- Galen Henson – ritmusgitár
- Matt Bissonette – basszusgitár
- Jeff Campitelli – dobok

Steve Vai
- Dave Weiner – gitár
- Tony Macalpine – gitár és billentyűs hangszerek
- Billy Sheehan – basszusgitár
- Jeremy Colson – dobok

John Petrucci
- Dave LaRue – basszusgitár
- Mike Portnoy – dobok